# Bonito (Unternehmen)
Bonito TV-Produktionsgesellschaft mbH war eine 1997 in Köln gegründete TV-Produktionsfirma des Entertainers Harald Schmidt, die 2015 liquidiert wurde.
Das Unternehmen hatte seinen Sitz im Studio 449 in Köln-Mülheim und betrieb nach 2010 ein weiteres Studio in Stuttgart. Ab 1998 produzierte Bonito im Auftrag von Sat.1 das Late-Night-Format Die Harald Schmidt Show. Von 2003 bis Ende 2005 wurde die Sendung Was guckst du? des Komikers Kaya Yanar und 2007 die Rateshow Pssst … produziert. Des Weiteren konzipierte und drehte Bonito Werbespots, in der Vergangenheit u. a. für die Deutsche Bahn, Nestlé, die Expo 2000 oder die EU-Osterweiterung.
Während der Fußball-Weltmeisterschaft 1998 produzierte Bonito 35 Folgen von Das McSchmidt-Studio, ein fünfminütiger Ableger der Late-Night-Show, der im Rahmen eines Werbevertrages zwischen Schmidt und dem US-amerikanischen Fast-Food-Konzerns McDonald’s entstand.
Nach der Einstellung der Harald Schmidt Show Ende 2003 kam es zu einem umfangreichen Stellenabbau. Zuvor waren bei Bonito ca. 90 Mitarbeiter angestellt. Im März 2001 sprach Harald Schmidt von 80 Mitarbeitern und einem Umsatz von ca. 30 Mio. DM.
Die ARD-Sendungen Harald Schmidt (2004–2007 und 2009–2011) und Schmidt & Pocher (2007–2009), wurde nicht von Bonito selbst, sondern von der Kogel & Schmidt GmbH in Zusammenarbeit mit Bonito für die federführende Sendeanstalt WDR produziert.
Zu einer wettbewerbsrechtlichen Auseinandersetzung kam es 2005 mit dem Bonito-Mitgesellschafter Thomas Schmidt. Dieser verlangte von Harald Schmidt wegen Verstoßes gegen den Gesellschaftervertrag 459.000 Euro Schadensersatz, zahlbar an Bonito. Der Vertrag, so Thomas Schmidts Argumentation, habe es dem Moderator verboten, mit anderen Firmen als Bonito Fernsehsendungen zu produzieren. Der Prozess, dessen Ausgang nicht bekannt ist, bezog sich auf die Show Was guckst Du?!, an deren Produktion neben Bonito auch die 2002 gegründete „Harald Schmidt GmbH“ beteiligt gewesen war.
Im November 2002 hielten Harald Schmidt 60 %, Thomas Schmidt 20 % und Harald Schmidts Managerin Sigrid Korbmacher 20 % der Geschäftsanteile an Bonito.
Die Neuauflage der Harald Schmidt Show, welche von 2011 bis 2012 erneut auf Sat.1 und von September 2012 bis 2014 auf Sky zu sehen war, wurde wieder von Kogel & Schmidt in Zusammenarbeit mit Bonito produziert.
Die Firma wurde 2015 aufgelöst, das Studio in der Schanzenstraße wurde verkauft.